# 4343 Tetsuya
A 4343 Tetsuya (ideiglenes jelöléssel 1988 AC) a Naprendszer kisbolygóövében található aszteroida. Ueda Szeidzsi és Kaneda Hirosi fedezte fel 1988. január 10-én.